# Петър Мицов
Петър Мицов Китанов е български революционер, деец на Вътрешната македоно-одринска революционна организация.

## Биография
Петър Мицов в началото на XX век живее в Солун, тогава в Османската империя, днес в Гърция. Присъединява се към ВМОРО през 1900 година. Сближава се с гемиджиите Орце Попйорданов и Павел Шатев и ги подпомага в подготовката на Солунските атентати. Заловен е от турските власти през 1903 година, изтезаван и осъден на 15 години затвор. Лежи в Еди куле, но е амнистиран през 1904 година и подпомага ВМОРО като легален деец до 1912 година.
На 26 март 1943 година вдовицата му Донка Китанова от Кукуш, като жителка на София, подава молба за народна пенсия, която е одобрена и отпусната от Министерския съвет на Царство България.